# Keon Johnson
Christopher Keon Johnson (Shelbyville, 10 de março de 2002) é um jogador norte-americano de basquete profissional que atualmente joga no Brooklyn Nets da National Basketball Association (NBA).
Ele jogou basquete universitário na Universidade do Tennessee e foi selecionado pelo New York Knicks como a 21º escolha geral no draft da NBA de 2021.

## Início da vida e carreira no ensino médio
Dois meses antes de começar o ensino médio, Johnson sofreu fraturas expostas em quatro de seus dedos depois de perder a consciência em um acidente com fogos de artifício. Ele foi submetido a uma cirurgia para reparar os vasos sanguíneos da mão e evitar a amputação e foi submetido a oito semanas de fisioterapia intensiva.
Johnson jogou basquete no ensino médio pela The Webb School em Bell Buckle, Tennessee. Em sua segunda temporada, ele teve médias de 25,6 pontos, 10,2 rebotes e 4,1 assistências e foi selecionado como Mr. Basketball do Tennessee. Em sua terceira temporada, Johnson teve médias de 25,3 pontos, 9,4 rebotes e 3,7 assistências e levou sua equipe às semifinais estaduais. Ele ganhou o prêmio de Mr. Basketball do Tennessee pela segunda vez. No início de sua última temporada, ele sofreu uma lesão no menisco que só o deixou jogar em quatro jogos.

### Recrutamento
Em 6 de agosto de 2019, Johnson se comprometeu a jogar basquete universitário na Universidade do Tennessee. No final de sua carreira no ensino médio, ele foi classificado pelos principais serviços de recrutamento como um recruta de cinco estrelas e o jogador mais bem classificado do Tennessee na classe de 2020. Ele se tornou o primeiro prospecto do estado a se comprometer com Tennessee desde Robert Hubbs III em 2013.
| Nome | Cidade Natal                              | Escola/Universidade  | Altura             | Peso           | Data da revisão |
| --- | ----------------------------------------- | -------------------- | ------------------ | -------------- | --------------- |
| Keon Johnson SG | Shelbyville, TN                           | The Webb School (TN) | 6 ft 5 in (1.96 m) | 180 lb (82 kg) | Aug 9, 2019     |
| Keon Johnson SG | Recrutamento: Rivals: 247sports: ESPN: 90 |                      |                    |                |                 |
| Classificação geral de novatos: 247Sports: 17º \| Rivals: 18º \| ESPN: 28º |                                           |                      |                    |                |                 |
| - Nota: Em muitos casos, Scout, Rivals, 247Sports e ESPN podem entrar em conflito em suas listas de altura e peso, nestes casos, a média foi obtida. A ESPN mede os calouros numa escala de 0 a 100. - Fonte: |                                           |                      |                    |                |                 |

## Carreira universitária
Em 6 de fevereiro de 2021, Johnson marcou 27 pontos na vitória por 82-71 sobre Kentucky. Como calouro, ele teve médias de 11,3 pontos, 3,5 rebotes e 2,5 assistências e foi nomeado para a Equipe de Calouros da SEC.
Em 7 de abril de 2021, Johnson se declarou para o draft da NBA de 2021, renunciando à sua elegibilidade universitária restante. No Draft Combine, ele registrou o maior salto vertical na história do Combine com 1,21 metros.

## Carreira profissional

### Los Angeles Clippers (2021–2022)
Johnson foi selecionado pelo New York Knicks como a 21ª escolha geral no draft da NBA de 2021 e foi negociado com o Los Angeles Clippers. Em seu ano de estreia, Johnson jogou em apenas 15 jogos pelos Clippers e teve médias de 3,5 pontos e 1,4 rebotes.

### Portland Trail Blazers (2022–2023)
Em 4 de fevereiro de 2022, Johnson foi negociado, junto com Eric Bledsoe, Justise Winslow e uma escolha de segunda rodada de 2025, para o Portland Trail Blazers em troca de Norman Powell e Robert Covington. Johnson fez sua estreia pelo Trail Blazers em 24 de fevereiro, registrando quatro pontos e quatro rebotes em uma derrota por 132–95 para o Golden State Warriors. Em 1º de abril, ele marcou um recorde na carreira, com 20 pontos e três assistências, em uma derrota por 130–111 para o San Antonio Spurs. O Trail Blazers terminou a temporada com um recorde de 27–55 e não se classificou para os playoffs pela primeira vez desde 2013.
Johnson jogou pelo Trail Blazers durante a Summer League de 2022. Ele teve média de 14,2 pontos a caminho do segundo título da Summer League na história da franquia. Em 27 de março de 2023, ele registrou 20 pontos, o recorde de sua carreira, três rebotes e seis assistências na derrota por 124-90 para o New Orleans Pelicans. Dois dias depois, o técnico do Trail Blazers, Chauncey Billups, anunciou que Johnson quebrou o dedo durante um treino e ficaria de fora por tempo indeterminado.
Em 27 de setembro de 2023, Johnson foi negociado, junto com Grayson Allen, Jusuf Nurkić e Nassir Little, para o Phoenix Suns. Isso fez parte de uma troca entre três times que enviou Damian Lillard para o Milwaukee Bucks.
Os Suns dispensaram Johnson em 23 de outubro antes do prazo de corte do elenco para a temporada de 2023-24.

### Brooklyn Nets (2023–Presente)
Em 1º de novembro de 2023, Johnson assinou um contrato bi-direcional com o Brooklyn Nets e com o seu afiliado da G-League, Long Island Nets.
Em 21 de julho de 2024, Johnson renovou com o Nets em um contrato de 2 anos e US$4.5 milhões.

## Estatísticas da carreira

### NBA

#### Temporada regular
| Ano      | Equipe        | PJ  | PT | MPJ  | AP   | 3P   | LL   | RT  | AS  | BR  | TO | PPJ  |
| -------- | ------------- | --- | -- | ---- | ---- | ---- | ---- | --- | --- | --- | -- | ---- |
| 2021–22  | L.A. Clippers | 15  | 0  | 9.0  | .333 | .273 | .762 | 1.4 | .9  | .5  | .1 | 3.5  |
| 2021–22  | Portland      | 22  | 12 | 25.5 | .357 | .348 | .833 | 2.7 | 2.9 | 1.0 | .5 | 9.7  |
| 2022–23  | Portland      | 40  | 0  | 10.4 | .376 | .346 | .659 | 1.1 | 1.5 | .5  | .2 | 4.7  |
| 2023–24  | Brooklyn      | 5   | 0  | 12.3 | .381 | .400 | .917 | 1.4 | .6  | .6  | .2 | 6.2  |
| 2024–25  | Brooklyn      | 79  | 56 | 24.4 | .389 | .314 | .770 | 3.8 | 2.2 | 1.0 | .4 | 10.6 |
| Carreira | Carreira      | 161 | 68 | 16.3 | .367 | .336 | .788 | 2.0 | 1.6 | .7  | .2 | 6.9  |

### Universitário
| Ano     | Equipe    | PJ | PT | MPJ  | AP   | 3P   | LL   | RT  | AS  | BR  | TO | PPJ  |
| ------- | --------- | -- | -- | ---- | ---- | ---- | ---- | --- | --- | --- | -- | ---- |
| 2020–21 | Tennessee | 27 | 17 | 25.5 | .449 | .271 | .703 | 3.5 | 2.5 | 1.1 | .4 | 11.3 |

Fonte:

## Vida pessoal
A mãe de Johnson, Conswella Sparrow Johnson, foi duas vezes vencedora do Miss Basketball do Tennessee no ensino médio e jogou basquete universitário na Universidade de Auburn, onde foi duas vezes selecionada para a Primeira-Equipe da SEC.